# Mazarambroz
Mazarambroz è un comune spagnolo di 1 287 abitanti situato nella comunità autonoma di Castiglia-La Mancia.